# Эль-Хаса (мухафаза)
Эль-Хаса (араб. ٱلْأَحْسَاء‎) — крупнейшая из мухафаз Саудовской Аравии, в составе административного района Восточный. Названа по крупному оазису Эль-Хаса, внесённому в список объектов всемирного наследия ЮНЕСКО. Крупнейшие города — Эль-Хуфуф и Эль-Мубарраз. Расположена на востоке Саудовской Аравии. Граничит с Бахрейном, Катаром, ОАЭ и Оманом. Около трёх четвертей площади занимает впадина Руб-эль-Хали. Здесь находится газонефтяное месторождение Гавар, одно из крупнейших в мире.
Губернатором с 1997 года является принц Бадр ибн Мухаммад ибн Абдалла ибн Джилюви Аль Сауд.
Включает в себя одноимённую плоскую низменность шириной до 150 км вдоль побережья Персидского залива, на востоке Саудовской Аравии, с каменистыми и песчаными пустынями, солончаковыми депрессиями (себхи) и заболоченными участками.
Входила в государство карматов, возникшее в Бахрейне в 899 году. В 1638 году при Мураде IV вошла в Османскую империю. В первой половине 1790-х годов вошла в состав Дирийского эмирата. В 1818 году в результате войны с Египтом Дирийский эмират перестал существовать. В 1830 году спасшийся от египтян Турки ибн Абдаллах восстановил саудовскую власть в Эль-Хасе. К 1871 году в Эль-Хасе утвердился Сауд ибн Фейсал, эмир в 1873—1875 годах. В 1871 году Эль-Хасу оккупировала Османская империя. В 1911 году Ибн Сауд заручился согласием Великобритании на вхождение Эль-Хасы в состав его владений. В 1913 году Ибн-Сауд захватил Эль-Хасу. Официально раздел Османской империи оформлен Севрским мирным договором 1920 года. В 1932—1934 годах завершено объединение Саудовской Аравии.
В 1932 году открыта нефть в соседнем Бахрейне. В 1933 году компания Standard Oil Company of California (Socal, ныне Chevron) приобрела концессию на разведку нефти в Саудовской Аравии, в том числе в Эль-Хасе. В ноябре концессия передана компании Arabian American Oil Company (ныне Saudi Aramco). В 1953 году в Эль-Хасе вспыхнули забастовки нефтяников.
На территории мухафазы находится мечеть Джаваса.